# Coriaria sarlurida
Coriaria sarlurida là một loài thực vật có hoa trong họ Coriariaceae. Loài này được Cockayne & Allan mô tả khoa học đầu tiên năm 1927.